# Huset Schwarzenberg

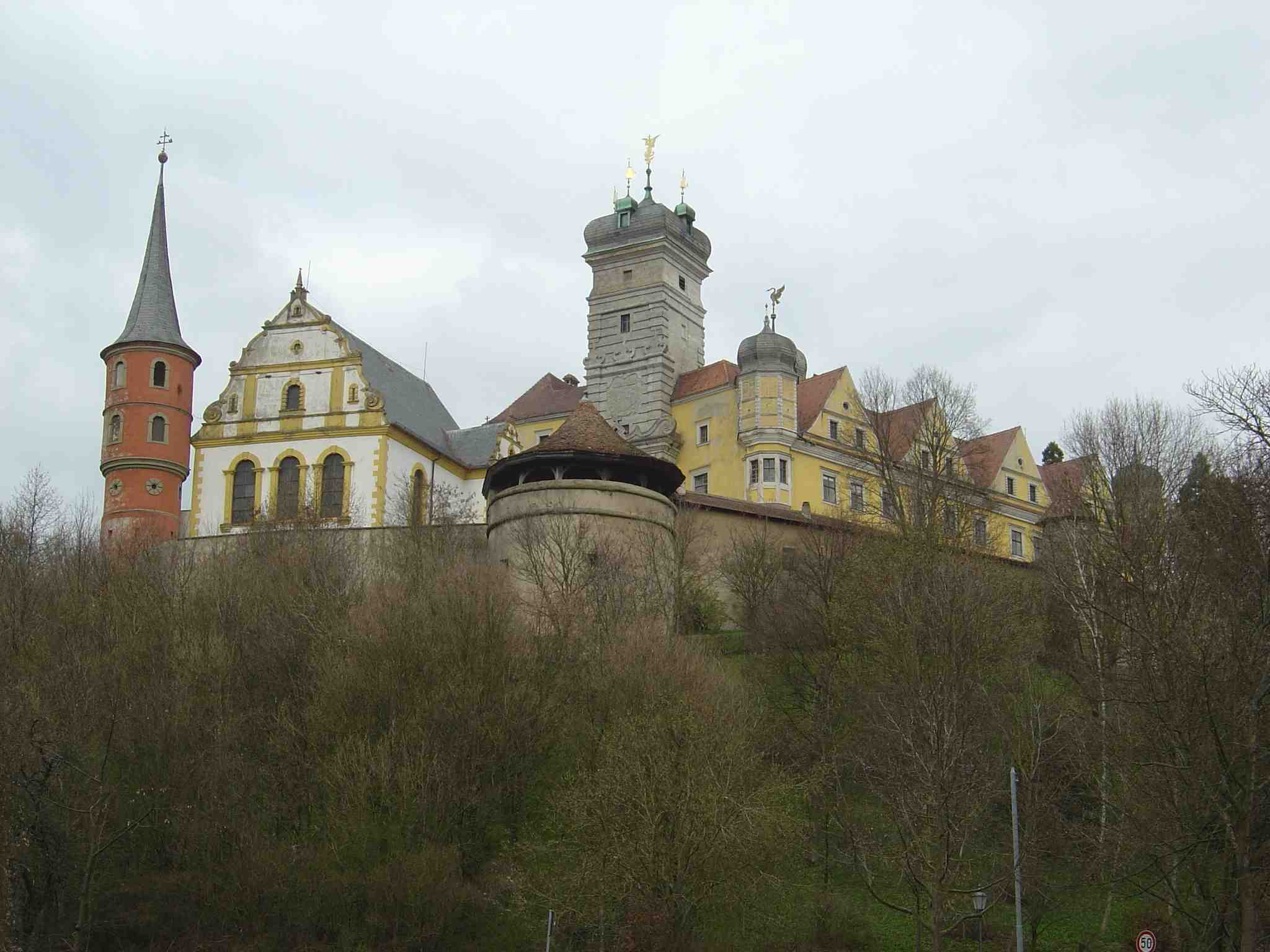
Slottet Schwarzenberg i Bayern

Huset Schwarzenberg är en böhmisk adelssläkt. En medlem av den frankiska släkten Seinsheim (känd sedan 900-talet), Erkinger von Schwarzenberg (1362-1437), blev av kejsar Sigismund upphöjd i friherrligt stånd 1429 och började då kalla sig Schwarzenberg efter slottet med samma namn i Franken som han köpt 1420. Från hans son i första giftet, Mikael, härstammar den stephansbergska linjen, sedermera kallad den nederländska, som 1599 fick grevlig och 1670 furstlig värdighet. Från 1600-talet och fram till 1918 var släktens huvudsäte i Český Krumlov i dåvarande Böhmen. Släktens omfattande besittningar i Österrike, Steiermark, Ungern och Bayern var från 1700-talets slut uppdelade i två släktlinjer. Den äldre linjen dog emellertid ut och sedan 1979 är huset enat under furst Karl VII (mer känd som Karel Schwarzenberg) från den yngre grenen. Huvudmannen bär titlarna furste av Schwarzenberg, hertig av Krummau, greve av Sulz, lantgreve av Klettgau.

## Kända medlemmar av släkten
- Johann zu Schwarzenberg (1463–1528), tysk rättslärd, vän till Martin Luther.
- Adam zu Schwarzenberg (1583–1641), tysk statsman, rådgivare till Georg Vilhelm av Brandenburg.
- Eleonore von Schwarzenberg (1682–1741), österrikisk adelsdam, ingift i släkten Schwarzenberg.
- Maria Anna av Schwarzenberg (1706–1755), markgrevinna av Baden-Baden.
- Karl zu Schwarzenberg (1771–1820), österrikisk furste, diplomat och fältherre som utmärkte sig i kriget mot Napoleon.
- Felix zu Schwarzenberg (1800–1852), österrikisk furste, politiker och regeringschef, föregåendes brorson.
- Friedrich zu Schwarzenberg (1809–1885), ärkebiskop av Salzburg och Prag, bror till föregående.
- Karel Schwarzenberg (född 1937), tjeckisk utrikesminister.